# جان صدری
 جان صدری (انگلیسی: John Sadri؛ زاده ۱۹ سپتامبر ۱۹۵۶) یک تنیس‌باز اهل ایالات متحده آمریکا است.